# Bruno Peyron
 (décembre 2011).
Si vous disposez d'ouvrages ou d'articles de référence ou si vous connaissez des sites web de qualité traitant du thème abordé ici, merci de compléter l'article en donnant les références utiles à sa vérifiabilité et en les liant à la section « Notes et références ».
Pour les articles homonymes, voir Peyron.
Bruno Peyron né le 10 novembre 1955 à Angers, est un navigateur français, trois fois détenteur du Trophée Jules-Verne.

## Biographie

### Famille
Bruno Tristan Peyron est l'aîné d'une famille de trois frères dont un autre, Loïck est aussi un compétiteur connu en voile. Stéphane, le benjamin, s'est fait connaître par la planche à voile, puis par des émissions sur la télévision française. Il a un père capitaine de la marine marchande (il fut notamment capitaine au long cours de superpétrolier de la Shell) qui a inoculé le virus de la mer à ses cinq enfants, trois garçons et deux filles, et un oncle navigateur, Jean-Yves Terlain.

### Jeunesse
Il commence très jeune son engagement dans la course au large, il a participé quatre fois à la Solitaire du Figaro, trois fois à la Route du Rhum (1978-1982-1986) et deux fois à la Transat anglaise (1984-1988).
Mais c'est dans les grands défis autour du monde qu'il s'illustre, et il fut ainsi le leader du classement des skippers de 1986 à 1990.
Deux fois deuxième de la Route du Rhum, en 1982 et 1986, il fut ensuite deuxième de La Baule-Dakar en 1987 et vainqueur de la Transat en double en 1989.

## Records
Il bat le record de la traversée de l'Atlantique en solitaire détenu par Florence Arthaud en 1992, en 9 jours, 19 heures et 26 minutes.
Il remporte ensuite le Trophée Jules-Verne le 20 avril 1993 sur Commodore Explorer (ex Jet Services 5) en 79 jours et 6 heures, puis en 2002 sur le multicoque Orange en 64 jours et 8 heures. Le record est ensuite détenu par Steve Fossett puis par Franck Cammas sur le trimaran Groupama 3. Le record est à nouveau battu le 6 janvier 2012 à 23h14 par Loïck Peyron avec le trimaran Banque Populaire V en 45 jours, 13 heures et 42 minutes. Le trophée Jules Verne passe dans les mains de Francis Joyon sur Idec Sport le 26 janvier 2017 avec un temps de 40 jours 23 heures et 30 minutes.
Le record de la traversée de l'Atlantique Nord à la voile détenu par Serge Madec sur Jet Services 5 depuis 1990 ayant été battu en 2001 par Steve Fossett, il se lance dès le lancement en 2004 de son nouveau catamaran Orange II de 37 mètres dans une nouvelle tentative, mais ayant heurté une baleine, il échoue de seulement 41 minutes en août 2004. Il réussit, le 6 juillet 2006, sa tentative suivante, toujours avec Orange II, et relie New York au Cap Lizard en 4 jours, 8 heures, 23 minutes et 54 secondes à une vitesse moyenne supérieure à 27 nœuds, améliorant le record de Fossett de 9 heures et 4 minutes. Au cours de cette traversée, l'équipage bat aussi le record de distance à la voile en 24 heures avec 766,8 milles, soit 31,95 nœuds de moyenne, ils améliorent leur ancien record de 60 milles.
Sa nouvelle tentative sur le Trophée Jules-Verne en 2005 est cette fois couronnée de succès avec le même bateau. Il améliore de 7 jours le record de Steve Fossett et boucle le tour du monde le 16 mars en 50 jours 16 heures, 20 minutes et 04 secondes.
Passionné de grandes courses autour du monde, il est l'organisateur de The Race, une course autour du monde en équipage sans limite de jauge. La première édition est lancée le 31 décembre 2001, une couverture en temps réel avec vidéos grâce à Internet des six maxi-catamarans engagés constituait une nouveauté dans ce genre de course.
En février 2010, il annonce la deuxième édition de The Race pour 2013 ou 2014 qui s'élancera d'Europe du Sud.
En octobre de la même année, son frère Loick et lui songent à défendre les couleurs de la France pour la 34e Coupe de l'America.
En 2011, il fonde avec Loïck Peyron le syndicat pour la Coupe de l'America Energy Team.
Avec ses deux frères, il est lauréat du Prix Henri Deutsch de la Meurthe de l'Académie des sports en 1987, récompensant un fait sportif pouvant entraîner un progrès matériel, scientifique ou moral pour l’humanité.

## Points de repères
(décembre 2011).
- 1er navigateur à réussir le Tour du Monde en moins de 80 jours (Trophée Jules-Verne 1993)
- Seul navigateur à avoir conquis le Trophée Jules-Verne à trois reprises (1993, 2002 et 2005) avec Ronan Le Goff (2002, 2005 et 2010)
- Fondateur de The Race (première course autour du monde sans limites 2000 / 2001)
- 8 fois no 1 mondial des records océaniques (1993, 1998, 2000, 2001, 2002, 2003, 2005, 2006)
- 3 fois record de l’Atlantique (1987, 1992, 2006)
- 5 fois record du Pacifique Nord et Sud (1997, 1998, 1993, 2002, 2005 )
- 5 fois record des 24 heures (1982, 1997, 2000, 2004, 2006)
- 39 records océaniques[précision nécessaire]
- 2 fois "Neptune d’Or" et trois fois nommé « World Yachtman of the year » (2002, 2005, 2006)
- Record absolu du plus grand nombre de milles parcourus en maxi-catamaran océanique

### Palmarès en course
- 1989 : 1er de la Transat en double Lorient-Saint-Barthélemy - Lorient - avec Jack Vincent
- 1989 : 2e de la Course de l'Europe
- 1988 : 2e de la Route de la découverte
- 1988 : 3e de Transat Québec-Saint-Malo
- 1988 : 5e de l'OSTAR
- 1987 : 2e de La Baule-Dakar (derrière son frère Loïck)
- 1986 : 2e de la Course de la liberté Rouen-New York
- 1986 : 2e de la Route du Rhum[3]
- 1982 : 2e de la Route du Rhum[2]
- 1980 : 1er en bateau de série de la Course de l’Aurore

## Bateaux
Bruno Peyron est un spécialiste du catamaran.
- En 1982 il participe à la route du Rhum sur Jaz, un catamaran bipode de 17 mètres dessiné par l'architecte Bruno Dubernet.
- En 1986 il mène dans la Route du Rhum, sous le nom de Ericsson, l'ancien Crédit Agricole de Philippe Jeantot, un catamaran de 20 mètres dû au crayon de l'architecte Gilles Ollier, rallongé à 23 mètres.
- En 1987 c'est ce même bateau, qu'il mènera lors de La Baule-Dakar, qui lui permettra de battre le record de l'Atlantique en solitaire et de finir 5e de l'OSTAR après avoir été raccourci à 18 mètres (sous le nom de VSD).
- C'est sur l'ex-Jet Services, un plan Ollier de 22,80 mètres rallongé à 26 mètres et renommé Commodore Explorer, qu'il établira en 1993 le premier temps de référence du Trophée Jules-Verne en 79 jours.
- Orange, le bateau qui lui permettra de reconquérir le Trophée Jules-Verne en 2002 est encore un catamaran Ollier de 33 mètres.
- Le dernier en date, Orange II, lancé en 2004, est aussi un catamaran Ollier, de 36,8 mètres avec lequel il remporte le Trophée Jules-Verne.

## Œuvres
Bruno Peyron a écrit plusieurs ouvrages :
- Tour du monde à la voile en quatre-vingts jours : le récit d'une victoire, Hachette-Carrère, 1993 (ISBN 978-2-01-021369-4)
- Le Tour du monde en 80 jours raconté aux enfants, Hachette Jeunesse, 1993 (ISBN 978-2-01-021370-0)
- Voile : passion et mode d'emploi, Brest, Hachette Pratique, 24 octobre 2001, 229 p. (ISBN 978-2-01-236661-9)
- The Race : la course du millénaire, Paris, Solar, 2001, 344 p. (ISBN 978-2-263-03146-5)